# Vilela (jezična porodica)
Vilelan, porodica indijanskih jezika i plemena iz argentinskog Chaca, koja se često smatra dio porodice lule-vilela. I jedna i druga skupina slabo su poznate, i mnogi su nestali. 
Skupina ili porodica Vilelan obuhvaća jezike Indijanaca Atalalá, Chunupí, Guamalca, Ocolé, Omoampa, Pasain, Sinipé, Taquete, Vacaa, Vilela (Uacambabelté), Yecoanita, Yoconoampa, Yooc, Ypa, i vjerojatno još neke skupine. 
Plemena Lule Indijanaca (Isistiné, Lule, Oristiné, Tonocoté i Toquistiné), ne treba dovoditi u vezu sa sumnjivo srodnim Vilelanskim plemenima. Velikoj porodici lule-vilela klasificiraju se i argentinski Indijanci Malbalaes.

## Vanjske poveznice
- Lule-Vilela
- Chaco > Vilela